# Caj Andersson
För andra betydelser, se Kaj Andersson.
Caj Lennart Andersson, född 16 maj 1927 i Ängelholms församling i dåvarande Kristianstads län, död 27 september 2018 i Vikens distrikt i Skåne län, var en svensk journalist.
Caj Andersson var son till målaren Emil Andersson och Ida Persson. Efter studentexamen i Stockholm 1948 var han 1950–1952 student vid Stockholms högskola, reporter vid Expressen 1952, redaktionssekreterare på Året Runt 1960, chef för Sveriges melodiradio 1962, redaktionschef för Bildjournalen 1963 samt chefredaktör och ansvarig utgivare där 1965. Som journalist använde han signaturerna C A, CjA och Cajlan. Han är hedersledamot i Editors Club i London.
Tillsammans med sin andra hustru delade han redaktörskapet för bilderboksserien Vårt kungapar i sex delar (1976–1981) samt Den fantastiska berättelsen om Lill-Babs (1978) på Semic förlag.
Han var 1954–1956 gift med sångerskan Margaret Bienert (1934–2019) och 1960 med författaren Gisela Andersson (född 1929), dotter till köpmannen Richard Schaefer och Erna Schaefer i Königsberg.